# Michele Godena

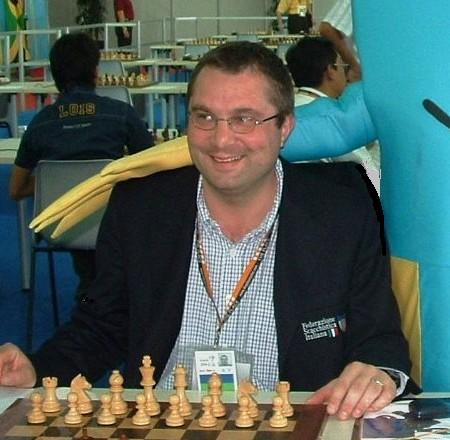
Michele Godena

Michele Godena (Valdobbiadene, 30 juni 1967) is een Italiaanse schaker met een FIDE-rating van 2499 in 2015; in het verleden was zijn rating 2584. Godena was vijf keer nationaal kampioen. 
Hij was sinds 1988 Internationaal Meester (IM) en is sinds 1996, een grootmeester (GM).
Van 23 november t/m 4 december 2005 werd in Cremona, Italië, het 65e kampioenschap van Italië gespeeld dat met 8½ uit 11 door Michele Godena gewonnen werd.
Godena was tot heden vijf keer nationaal kampioen: in 1992, 1993, 1995, 2005 en 2006. Hij eindigde als tweede in 1990 en 1998. In 2006 ging het tussen Godena en het toen 14 jaar oude Italiaans-Amerikaanse  wonderkind IM Fabiano Caruana. Beide behaalden 8 pt uit 11 partijen, waarna Godena de rapid/blitz play-off won.
In Cannes 1997 werd hij gedeeld eerste met Andrei Sokolov, Dražen Sermek en Xie Jun. Bij het Aeroflot 2006 toernooi in Moskou werd hij 12e in de A2 groep, met een performance rating van 2628. 
GM Sergei Shipov noemde hem ooit "The Italian Machine", maar volgens anderen zullen problemen met tijdmanagement zorgen dat hij weinig vooruitgang meer gaat boeken. Vaak gebruikt hij al zijn tijd in de opening en het begin van het middenspel, om vervolgens te vertrouwen op zijn positiespel, snelvuurtechniek en instinctief reactievermogen om de resterende zetten in de incrementeel toegevoegde tijd te doen. 
In juni 2007, in Arvier, werd hij Europees schaakkampioen; de Servische GM Nikola Sedlak won het toernooi via de tiebreak, maar als niet EU-ingezetene, kon hem de titel niet worden toegekend.  
Spelend met de witte stukken, opent Godena met 1.e4 en spelend met zwart, prefereert hij de Spaanse opening en Slavische varianten van het geweigerd damegambiet.  